# Zimna płyta
Zimna płyta – debiutancki album zespołu 100nka z gościnnym udziałem Mikołaja Trzaski

## Lista utworów
1. Rossinboller
2. Instant
3. Zmasowany atak stonki
4. Remi
5. Progno zapogody
6. Tatatomka
7. Nagual
8. Wyprodukowano w Polsce
9. Mjosa
10. POS 59UT
11. Mistberget
12. LONG VEHICLE

## Twórcy
- Przemek Borowiecki – perkusja
- Adam Stodolski - kontrabas
- Tomek Leś - gitara
- Mikołaj Trzaska - saksofon